# Oxyrhynchus
Oxyrhynchus (Οξύρυγχος; Grieks voor "scherp geneusd", nu: El-Bahnasa) is een plaats in Egypte waar archeologische opgravingen worden gedaan.
Vanaf 1896 is er in het gebied rondom Oxyrhynchus onafgebroken gegraven, waarbij een grote collectie teksten op papyrus uit de Griekse en Romeinse perioden is gevonden. Men heeft er onder andere toneelstukken van Menander gevonden en het
Evangelie van Thomas, een belangrijk vroeg gnostisch document.
De plaats is vernoemd naar de tapirvissen of olifantvissen die voorkwamen in de Nijl. Deze waren belangrijk in de Egyptische mythologie, omdat de vis de penis van Osiris had afgebeten.

## Geschiedenis
Oxyrhynchus ligt ongeveer 160 kilometer ten zuidzuidwesten van Caïro en 15 km ten westen van Beni Mazar en de Nijl. Het ligt op de westelijke oever van een zijtak van de Nijl, de Bahr Yussef ("kanaal van Jozef"), die eindigt in het Karoenmeer in de Fajoem. In de Egyptische oudheid was er een dorp op de plek, genaamd Per-medjed. De plaats werd pas belangrijk na de verovering van Egypte door Alexander de Grote in 332 voor Christus. Het werd toen een Griekse stad met de naam Oxyrhynchon Polis (“stad van de vis met de scherpe neus”).
In de Hellenistische tijd was Oxyrhynchus een welvarende regionale hoofdstad, zelfs de op twee na grootste stad in Egypte. Nadat Egypte gekerstend was, werd de stad beroemd om zijn vele kerken en kloosters. Het bleef een prominente stad, hoewel dat geleidelijk afnam tijdens de Romeinse en Byzantijnse periode. Nadat de Arabieren Egypte veroverd hadden in 641, verviel Oxyrhynchus, omdat het systeem van kanalen dat de stad nodig had, vernield was. Nu ligt de stad el-Bahnasa op een gedeelte van de plek.
Gedurende het einde van de Oud-Egyptische beschaving, Hellenistische tijd, Romeinse tijd tot aan de Arabische overheersing dumpten de inwoners van Oxyrhynchus hun afval op verschillende plekken buiten de stadsgrenzen in het woestijnzand. De stortplaatsen van Oxyrhynchus werden geleidelijk bedekt met zand en voor nog eens duizend jaar vergeten.
Het stadsgedeelte van Oxyrhynchus is nooit opgegraven, omdat er nu een nieuwe Egyptische stad bovenop staat. Uit geschreven bronnen neemt men aan dat de stad vele publieke gebouwen bezat, zoals een theater, een hippodroom, vier publieke badgebouwen, een gymnasium en twee kleine havens aan de Bahr Yussef. Het is ook waarschijnlijk dat er militaire gebouwen waren in de stad, zoals kazernes, omdat de stad verschillende keren een garnizoen onderhield tijdens de Romeinse en Byzantijnse periodes. Tijdens de Griekse en Romeinse periodes kende Oxyrhynchus tempels voor Serapis, Zeus-Amun, Hera-Isis, Atargatis en Osiris. Er waren ook Griekse tempels voor Demeter, Dionysus, Hermes en Apollo. Verder waren er Romeinse tempels voor Jupiter, Capitolinus en Mars. Tijdens de christelijke periode was Oxyrhynchus een bisdom. De plaats heeft nu nog meerdere klassieke Koptische kerken.
Toen de Engelse wetenschapper Flinders Petrie Oxyrhynchus bezocht in 1922, vond hij de overblijfselen van de colonnades en theater. Anno 2007 is er nog maar één zuil over, alle andere dingen die hij vond, zijn verwerkt tot bouwmaterialen voor huizen.

## Opgravingen bij Oxyrhynchus
In 1882 kwam Egypte, terwijl het nog deel was van het Ottomaanse rijk, onder Brits bewind. Britse archeologen begonnen met de systematische onderzoeking van het land. Omdat Oxyrhynchus geen plaats was waar belangrijke vondsten uit de Egyptische oudheid werden gedaan, werd het genegeerd tot 1896, toen Bernard Pyne Grenfell en Arthur Surridge Hunt, twee jonge archeologen van het Queen’s College, Oxford begonnen met graven.

My first impressions on examining the site were not very favourable. The rubbish mounds were nothing but rubbish mounds. The flow of papyri soon became a torrent. Merely turning up the soil with one's boot would frequently disclose a layer. 
Vertaling: Mijn eerste indrukken toen ik de plek onderzocht waren niet erg positief. De hopen rotzooi waren niets anders dan hopen rotzooi. De stroom papyrussen werd al snel een stortvloed. Als je alleen al met je laars de grond omdraaide, dan deed je vaak al een vondst.

Maar al snel realiseerden ze wat ze gevonden hadden. De unieke combinatie van het klimaat en de omstandigheden betekende dat Oxyrhynchus een ongeëvenaard archief van de klassieke oudheid was. Omdat de Griekse samenleving tijdens de Griekse en Romeinse perioden bureaucratisch werd bestuurd en omdat Oxyrhynchus de hoofdstad was van het 19e district van Egypte, lagen er enorme hopen documenten op de afvalbergen van Oxyrhynchus. Registraties, belastingaangiften, census materiaal, facturen, rekeningen, correspondentie over militaire, economische, religieuze en politieke zaken, certificaten, licenties van alle soorten – deze werden allemaal periodiek uit de kantoren van de overheid gegooid en gedumpt in de woestijn. Burgers voegden daarbij hun eigen hopen ongewenst papyrus toe. Omdat papyrus duur was, werd het vaak hergebruikt. Op de ene kant stond bijvoorbeeld huiswerk over een tekst van Homerus, maar op de andere kant een registratie van wat er op de boerderij gebeurd was. Om deze redenen gaven de papyri van Oxyrhynchus een compleet beeld van het leven in de stad en van de beschavingen en rijken waar het bij hoorde.
Omdat ze klassiek geschoolde Engelsen waren, waren Grenfell en Hunt voornamelijk geïnteresseerd in de mogelijkheid in Oxyrhynchus de verloren meesterwerken van de klassieke Griekse literatuur te vinden, zoals toneelstukken, geschiedkundige en filosofische werken van het oude Athene. Ze wisten dat de grondwet van Athene, door Aristoteles op Egyptisch papyrus geschreven, in 1890 was ontdekt. Dit motiveerde hen en hun opvolgers de volgende eeuw de hopen afval rond Oxyrhynchus te doorzoeken. Oxyrhynchus was een relatief provinciale stad, geen centrum van scholing en de meeste inwoners hadden geen interesse in literatuur of filosofie. Bovendien waren kopieën van de klassieken zeldzaam en duur in de oudheid, waardoor ze dus meestal niet werden weggegooid. Dit betekende dat de literaire vondsten niet veel waren en de meeste ervan waren kopieën van al bekende standaardwerken, zoals die van Homerus.
Van de duizenden papyri die zijn opgegraven in Oxyrhynchus, was ongeveer 10% literair. De rest waren voornamelijk publieke en privédocumenten: codes, edicten, registers, officiële correspondentie, censusdocumenten, belastingdocumenten, petities, registraties van rechtszaken, verkopen, pachtakten, testamenten, rekeningen, inventarissen, horoscopen en brieven. Toch vonden Grenfell en Hunt genoeg om zichzelf aan de gang te houden. In hun eerste jaar van graven vonden ze delen van verschillende verloren toneelstukken van Sophocles, zoals de Ichneutae en vele andere boeken en fragmenten, waaronder iets wat leek op een onbekend christelijk evangelie. Deze ontdekkingen kregen veel aandacht van de media en haalden voorpagina’s in Groot-Brittannië.
Grenfell en Hunt besteedden de rest van hun levens aan de opgravingen in Oxyrhynchus, behalve in de jaren van de Eerste Wereldoorlog. Iedere winter, als het Egyptische klimaat het toeliet, hadden ze toezicht op honderden Egyptische arbeiders, die de hopen afval uitgroeven, bestaand uit dicht opeengepakte laagjes papyrus en aarde. De vondsten werden gezeefd, gedeeltelijk schoongemaakt en daarna verstuurd naar Grenfells en Hunts basis in Oxford. In de zomer maakten ze de papyrussen schoon, sorteerden ze, en vertaalden en vergeleken de vondsten van het jaar. Op die manier zetten ze complete teksten in elkaar uit tientallen fragmenten en extracten. In 1898 publiceerden ze het eerste deel van hun vondsten.
In 1920 stierf Grenfell. Hunt heeft tot aan zijn dood in 1934 met medewerkers de plek onderzocht.

## Vondsten
Hoewel de hoop op het vinden van alle verloren literaire werken uit de oudheid niet gerealiseerd werd, zijn er bij Oxyrhinchus toch veel belangrijke Griekse teksten gevonden. Ze bestaan onder andere uit gedichten van Pindarus, fragmenten van Sappho en Alcaeus, maar ook langere stukken van Alcman, Ibycus en Corinna. Er was ook een groot deel van de Ichneutae van Sophocles, uitgebreide overblijfselen van de Hypsipyle van Euripides en een groot deel van de toneelstukken van Menander. Ook werden de oudste en meest complete diagrammen van Euclides’ Elementen van Geometrie gevonden. Een andere belangrijke vondst was het historisch werk, bekend als de Hellenica Oxyrhynchia, waarvan de auteur zeer waarschijnlijk Cratippus is. Een biografie van Euripides door Satyrus werd ook opgegraven. De belangrijkste Latijnse vondst was een voorbeeld van enkele verloren boeken van Livius.
Veel gevonden werden stukken van de toneelschrijver Menander (342-291 v.Chr.). Zijn komedies waren erg populair in de Hellenistische tijd. Toneelstukken van Menander die geheel of gedeeltelijk in Oxyrhynchus gevonden zijn, zijn Misoumenos, Dis Exapaton, Georgos, Encheiridion, Karchedonios, Kolax, Leucaia en Perinthia. Het werk in Oxyrhynchus verhoogde de status van Menander onder classici, omdat hij in een meer populaire stijl schreef dan de auteurs van de eeuw voor hem.
In Oxyrhynchus vond men fragmenten van het evangelie van Thomas, waarschijnlijk uit de 2e of 3e eeuw na Christus, later overschaduwd door vondsten in Nag Hammadi, waar men een complete tekst vond. Sommige christenen geloven dat het evangelie een authentieke traditie is van het leven van Jezus, ouder dan het Nieuwe Testament, hoewel dit niet door de gevestigde kerken wordt geaccepteerd. Vele vroege christelijke lofzangen, gebeden en brieven zijn ook in Oxyrhynchus gevonden.

## Het Oxyrhynchus-project

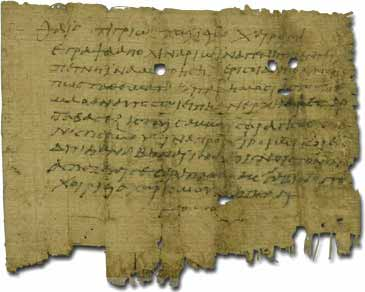
Manuscript op papyrus uit Oxyrhynchus, in het Grieks. De gaten zijn veroorzaakt door wormen

Sinds 1930 zijn de opgravingen in Oxyrhynchus onophoudelijk doorgegaan, met uitzondering van de Tweede Wereldoorlog en de Suezcrisis van 1956. Het project staat sinds de jaren 80 onder toezicht van professor Peter Parsons van Oxford.
Zevenenzestig delen van de Oxyrhynchus papyri zijn tot nu toe uitgegeven onder de auspiciën van Oxford University en de Egyptian Exploration Society. Deze zijn essentiële naslagwerken geworden voor de studie van Egypte tussen de 4e eeuw voor Christus en de 7e eeuw na Christus. Ze zijn ook extreem belangrijk voor de geschiedenis van het vroege christendom, omdat veel in Oxyrhynchus gevonden christelijke documenten ouder zijn dan voorheen bekende.
Sinds de dagen van Grenfell en Hunt heeft de aandacht zich verplaatst. Moderne archeologen zijn minder geïnteresseerd in het vinden van verloren toneelstukken van Aeschylus (hoewel sommigen nog steeds hoopvol graven), maar ze willen meer leren over het sociale, economische en politieke leven in de oudheid. Deze verandering van aandacht heeft Oxyrhynchus nog belangrijker gemaakt, omdat de documenten die men er kan vinden zo alledaags en gewoon zijn. Dit maakt ze waardevol voor hedendaagse studenten van sociale geschiedenis. Vele werken over Egyptische, Romeinse sociale en economische historie en over de geschiedenis van het christendom zijn gebaseerd op de documenten die men in Oxyrhynchus heeft gevonden.
In 1966 werden de opgravingen in Oxyrhynchus en de publicatie van de papyrussen formeel geadopteerd als een “Major Research Project” van de British Academy, samen beheerd door Oxford University en University College London en geleid door Peter Parsons. De belangrijkste onderzoeker en administrator is dr. Nikolaos Gonis. De British Academy financierde het project tot aan 1999. Tot 2005 werd het project gefinancierd door een gift van de Arts and Humanities Research Board.
In 2003 waren er ongeveer 400.000 papyrus-fragmenten gehuisvest in de toenmalige Sackler Library (tegenwoordig Art, Archaeology and Ancient World Library) in Oxford, met hun indexen, archieven en fotografische registraties. Het is de grootste voorraad klassieke manuscripten van de hele wereld. Ongeveer 2000 stukken zijn tentoongesteld achter glas, de rest wordt bewaard in 800 dozen.
De focus van het project ligt vooral op het publiceren van de enorme hoeveelheid archiefmateriaal. Tegen 2003 waren 4700 stukken vertaald, voor publicatie klaargemaakt en uitgegeven. Publicatie duurde voort met het tempo van ongeveer één nieuw deel per jaar. Elk deel bevat een selectie van het materiaal dat heel veel verschillende onderwerpen omvat. De redacteurs bestaan uit oudere professionals, maar ook jongere studenten die zich hebben aangemeld voor de studie papyrologie op een doctoraal of bachelor-niveau.
Recente delen bevatten onder andere vroege fragmenten van de evangelies en de Openbaring van Johannes, teksten van Apollonius Rhodius, Aristophanes, Demosthenes en Euripides, voorheen onbekende teksten van Simonides, Menander en Nicarchus. Andere onderwerpen zijn voorbeelden van Griekse muziek en documenten die te maken hebben met magie en astrologie. Andere grote auteurs van wiens werken fragmenten nu leesbaar zijn, zijn de Archilogos en Hesiodus en de satirist Lucianus. Wetenschappers hopen ook dat ze belangrijke stukjes christelijke tekst vinden, zoals de verloren evangelies.
Tot nu waren veel fragmenten zo vervaagd, gehavend en opgegeten door wormen dat ze onleesbaar waren en men dacht dat hun geheimen nooit zouden kunnen worden ontrafeld. Nieuwe technieken door wetenschappers van de Brigham Young University in Utah maakten deze toch leesbaar.

"The Oxyrhynchus collection is of unparalleled importance — especially now that it can be read fully and relatively quickly. The material will shed light on virtually every aspect of life in Hellenistic and Roman Egypt and, by extension, in the classical world as a whole." 

"De Oxyrhynchuscollectie is van ongeëvenaarde belang – in het bijzonder omdat het nu geheel en relatief snel kan worden gelezen. Het materiaal zal ons een beeld geven van bijna ieder aspect van Hellenistisch en Romeins Egypte en ook van de rest van de klassieke wereld."
— Dirk Obbink, hoofd van het project in Oxford, tegen The Independent on Sunday